# Barbacena (Elvas)
Barbacena ist ein Ort und eine ehemalige Gemeinde im Kreis Elvas in der Region Alentejo im Süden Portugals.

## Geschichte
Eine Reihe Antas belegen eine vorgeschichtliche Besiedlung, darunter die Anta da Coutada de Barbacena aus der Jungsteinzeit.
Der heutige Ort entstand vermutlich im Zuge der Siedlungspolitik nach der christlichen Reconquista. Estêvão Anes, Kanzler des Königs D. Afonso III., erhielt Barbacena 1251, mit Einwilligung des Königs. Die entsprechende Schenkungsurkunde ist eine der ersten Erwähnungen des Ortes. Auch die erste Gemeindekirche stammte aus dem Jahr. 1273 erhielt Barbacena erste Stadtrechte und wurde Sitz eines Verwaltungskreises. König D. Manuel I. erneuerte die Stadtrechte 1519.
Im Verlauf des Restaurationskrieges wurde Barbacena mehrmals angegriffen und geplündert, besonders 1645 und dann nochmal 1658, als der Ort sich den spanischen Truppen unter Herzog von Osuna ergeben musste. 1665 wurden ein Teil der Häuser bei einem weiteren schweren Angriff durch den Marquis de Bay zerstört, der im Spanischen Erbfolgekrieg den Ort 1708 ganz einnahm. Nach seinem Abzug konnte er den Ort 1712 dann nicht wieder einnehmen. Während des Orangen-Kriegs 1801 wüteten spanische Truppen dann erneut in Barbacena.
Im Verlauf der Verwaltungsreformen nach der Liberalen Revolution seit 2021 und dem folgenden Miguelistenkrieg wurde der Verwaltungskreis Barbacena am 6. November 1836 (umgesetzt 1837) aufgelöst, seither ist es eine Gemeinde des Kreises Elvas.
Mit der Gemeindereform 2013 wurde die Gemeinde Barbacena aufgelöst und mit der Gemeinde Vila Fernando, die seit den 1880er Jahren bis 1920 bereits Teil der Gemeinde Barbacena gewesen war, zur neuen Gemeinde Barbacena e Vila Fernando zusammengeschlossen.

## Bevölkerungsentwicklung

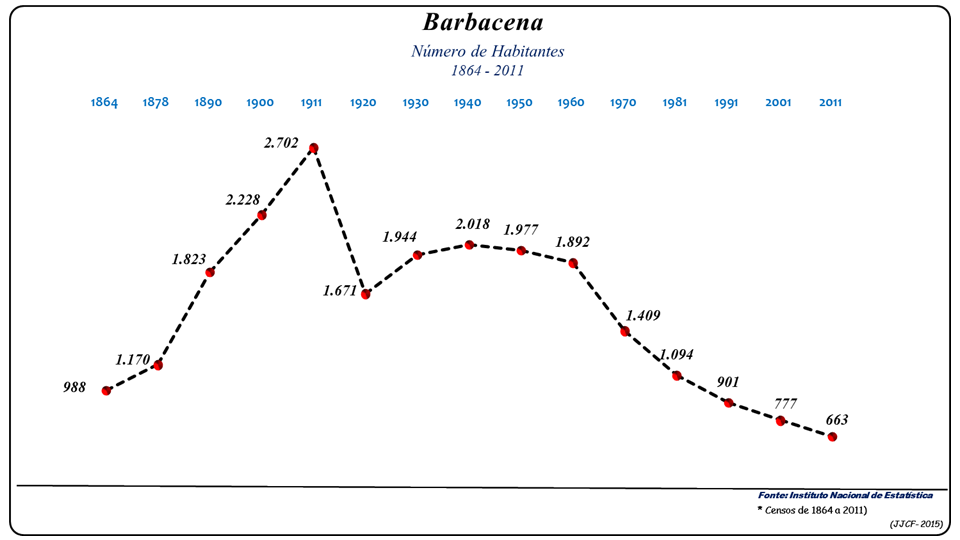
Bevölkerungsentwicklung der Gemeinde Barbacena (1864–2011)

| 1801 | 1864 | 1878 | 1890 | 1900 | 1911 | 1920 | 1930 | 1940 | 1950 | 1960 | 1970 | 1981 | 1991 | 2001 | 2011 |
| ---- | ---- | ---- | ---- | ---- | ---- | ---- | ---- | ---- | ---- | ---- | ---- | ---- | ---- | ---- | ---- |
| 832  | 988  | 1170 | 1823 | 2228 | 2702 | 1671 | 1944 | 2018 | 1977 | 1892 | 1409 | 1094 | 901  | 777  | 663  |

## Verwaltung

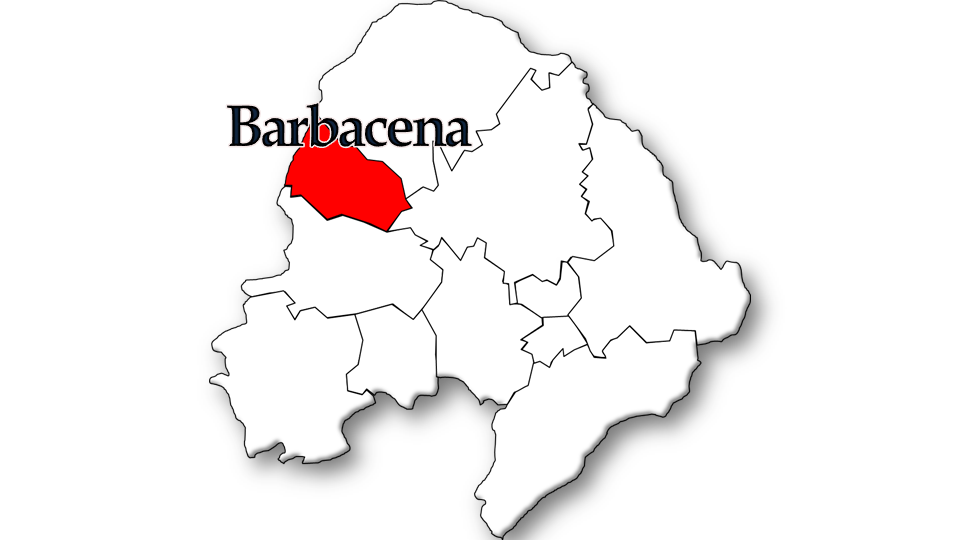
Lage der ehemaligen Gemeinde Barbacena im Kreis Elvas.

Barbacena war Sitz einer gleichnamigen Gemeinde (Freguesia) im Kreis (Concelho) von Elvas im Distrikt Portalegre. Die Gemeinde hatte 662 Einwohner und eine Fläche von 31,11 km² (Stand 30. Juni 2011).
Die Gemeinde bestand nur aus dem gleichnamigen Ort.
Mit der Gebietsreform vom 29. September 2013 wurden die Gemeinden Barbacena und Vila Fernando zur neuen Gemeinde União das Freguesias de Barbacena e Vila Fernando zusammengeschlossen. Barbacena ist Sitz dieser neu gebildeten Gemeinde.

## Anta da Coutada de Barbacena
Die Anta da Coutada de Barbacena aus der Jungsteinzeit liegt etwa 3,5 km westlich von Barbacena, auf einer Anhöhe südlich der Straße Barbacena-Monforte in einem Steinbruch. Von der siebensteinigen Kammer ist die südliche Hälfte, mit dem Deckstein erhalten, sowie zwei der nördlichen Gangsteine. Nach Aussage von Georg Leisner und Vera Leisner stammt der verwendete Granit nicht vom Ort.
Seit 1939 steht die Anta da Coutada de Barbacena als Monumento nacional (Kulturgut nationaler Bedeutung) unter Denkmalschutz.

## Persönlichkeiten
- Pedro Efe (1942–2021), Filmschauspieler